# Seán Broderick
Seán Broderick (1890 - 20 août 1953) est un homme politique irlandais. Il est officier commandant du 4e bataillon de la brigade de Galway de l'Armée républicaine irlandaise (IRA) pendant la guerre d'indépendance irlandaise.
Broderick vient de Prospect Hill, Galway. En 1919, alors qu'il est officier de l'IRA à Galway, il est arrêté par les Black and Tans après que l'un d'entre a été abattu lors d'une altercation dans une gare. Il est sommairement mis contre un mur, fusillé et laissé pour mort ; cependant, il n'a été que légèrement blessé et réussit à s'échapper et fuir. Il survit à la guerre pour mener l'IRA à Renmore Barracks le jour du départ des Britanniques.
Il est élu pour la première fois au Dáil Éireann en tant que Teachta Dála (député) du Cumann na nGaedheal pour la circonscription de Galway lors des élections générales de 1923. Il est réélu à chaque élection ultérieure jusqu'à ce qu'il perde son siège aux élections générales de 1943. À partir des élections générales de 1937, il est élu pour le Fine Gael dans la circonscription de Galway East.